# Rzeki na Litwie

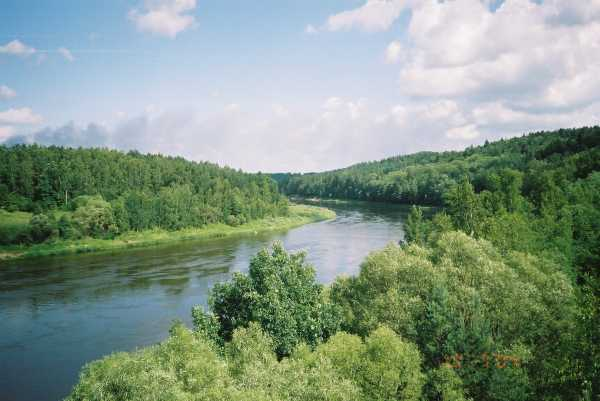
Niemen koło Olity

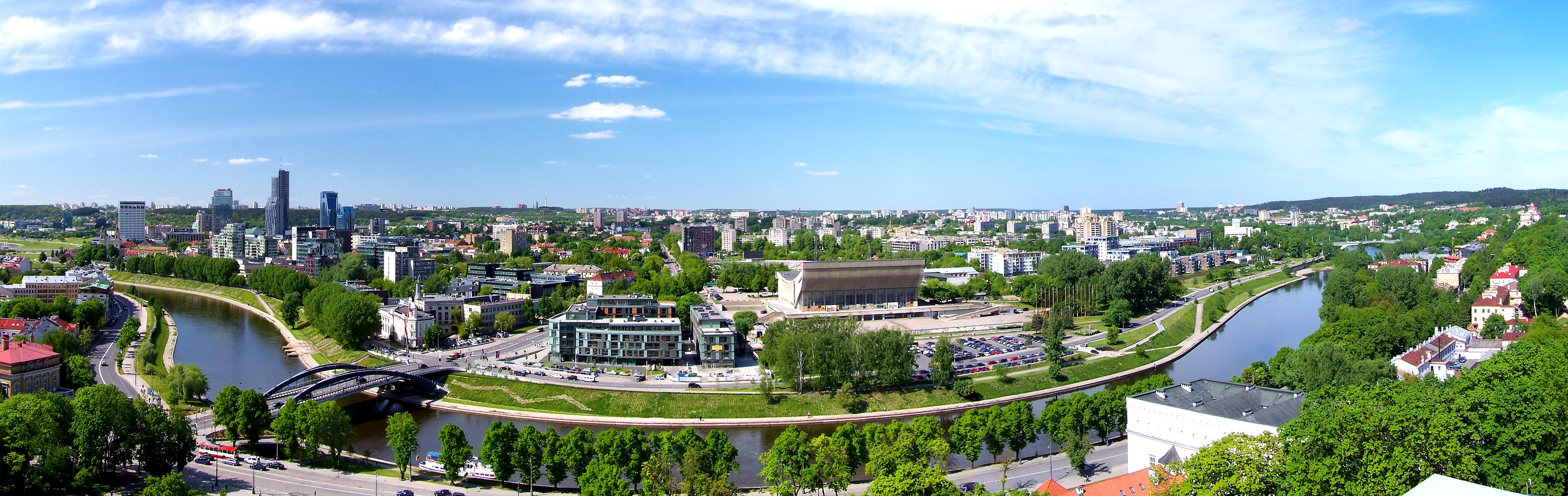
Wilia w Wilnie

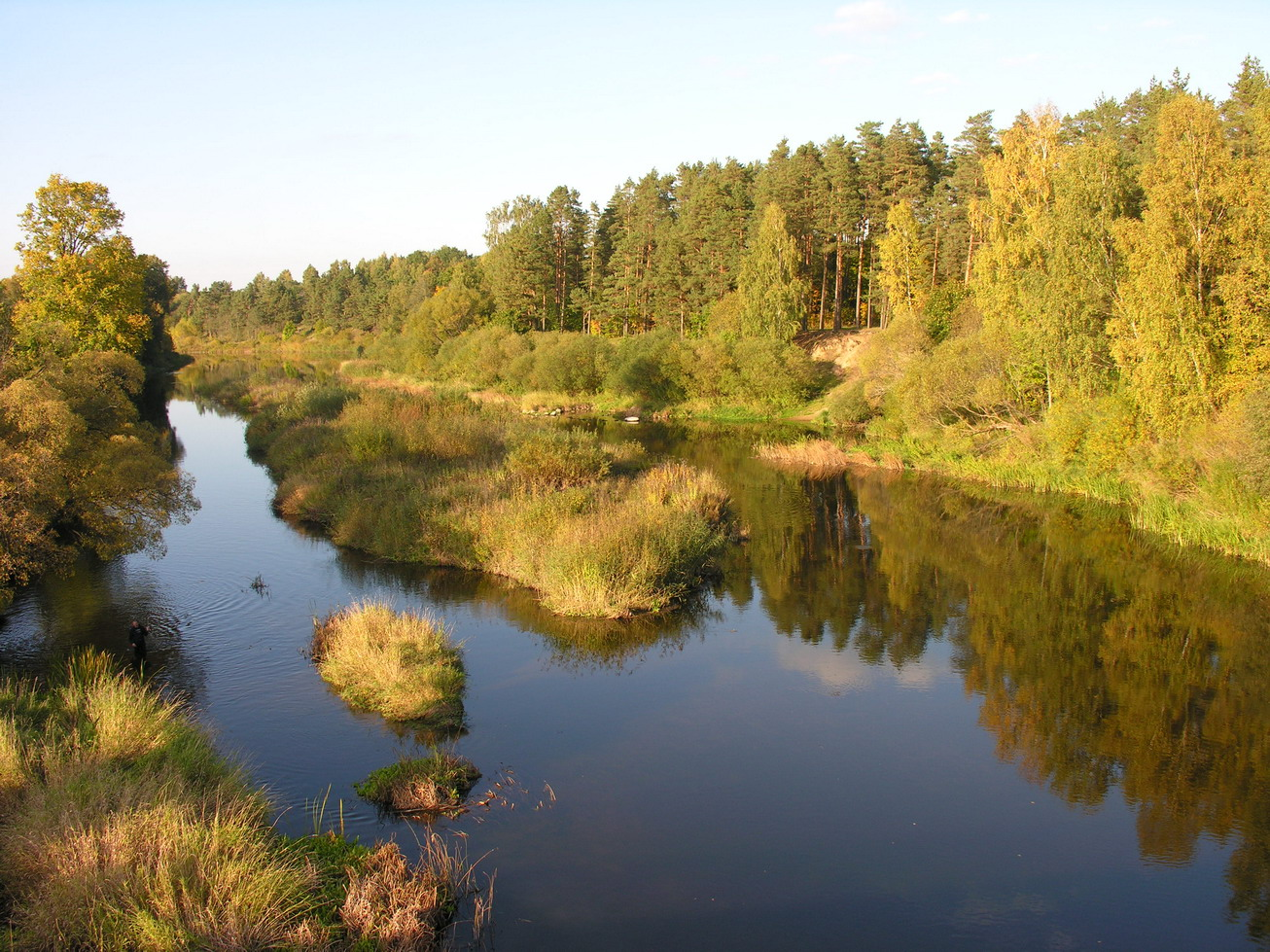
Windawa

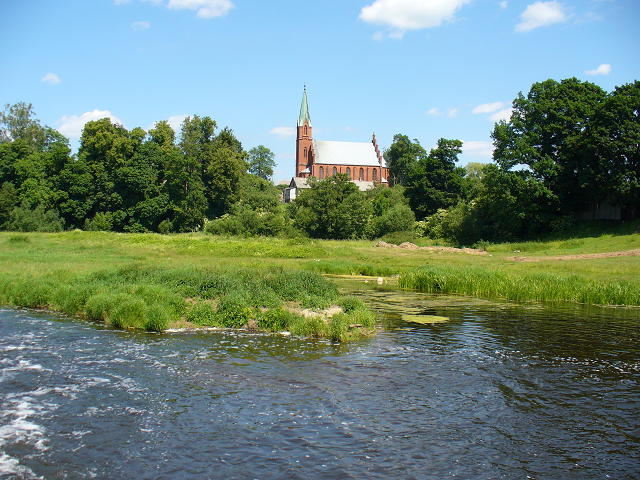
Szeszupa w Krasnoznamiensku

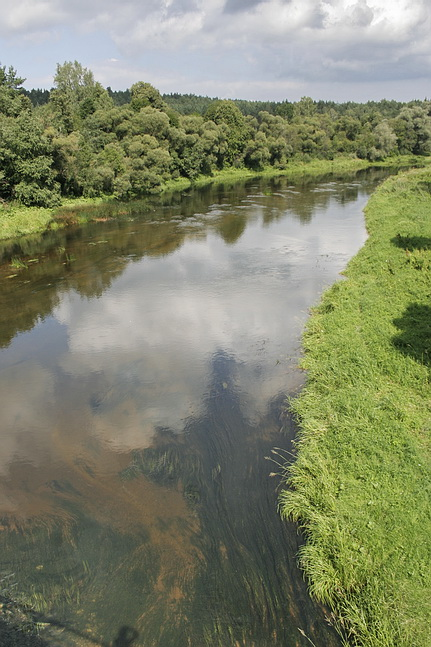
Święta niedaleko Wieprzy

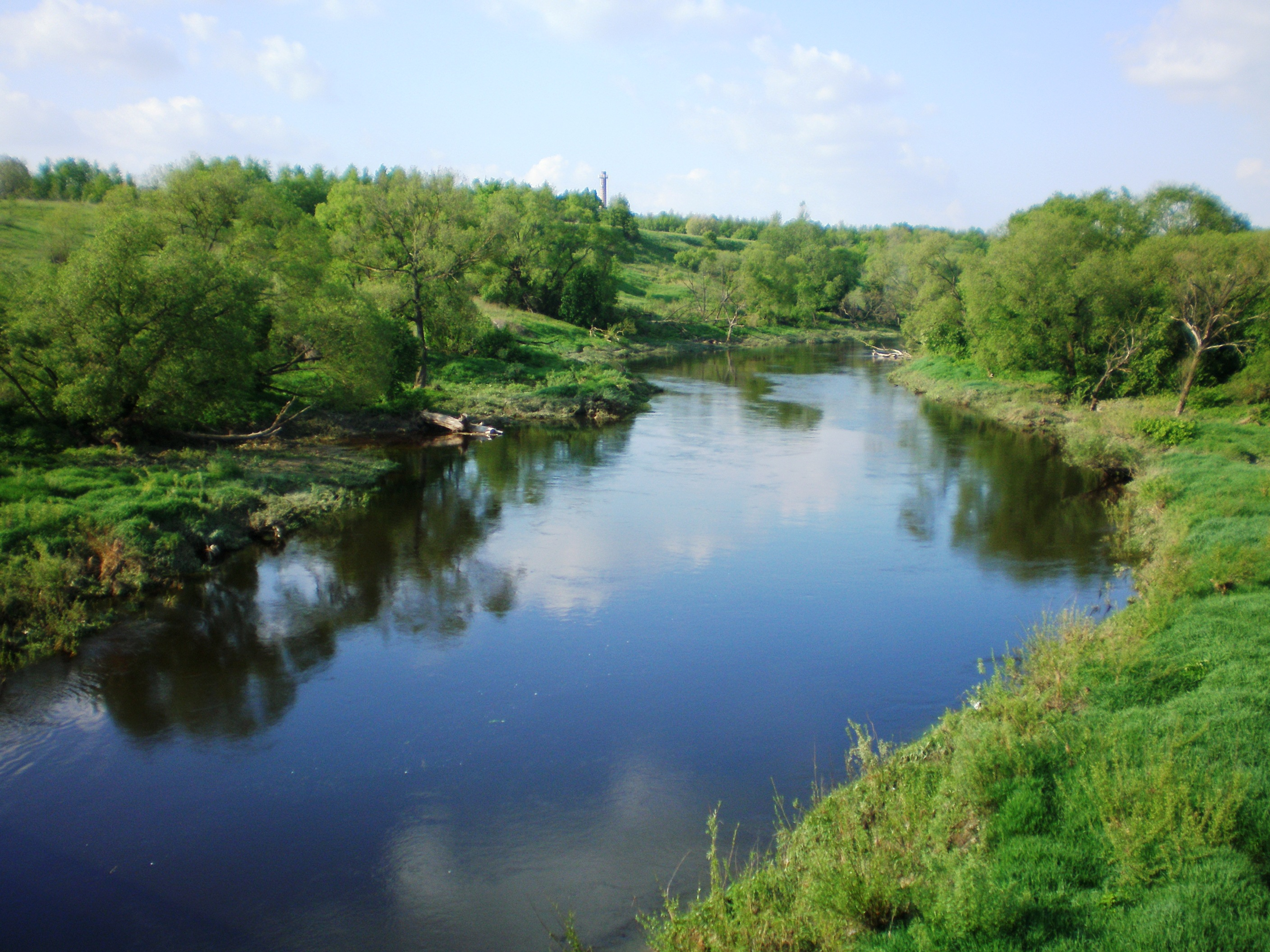
Niewiaża w okolicy Kiejdan

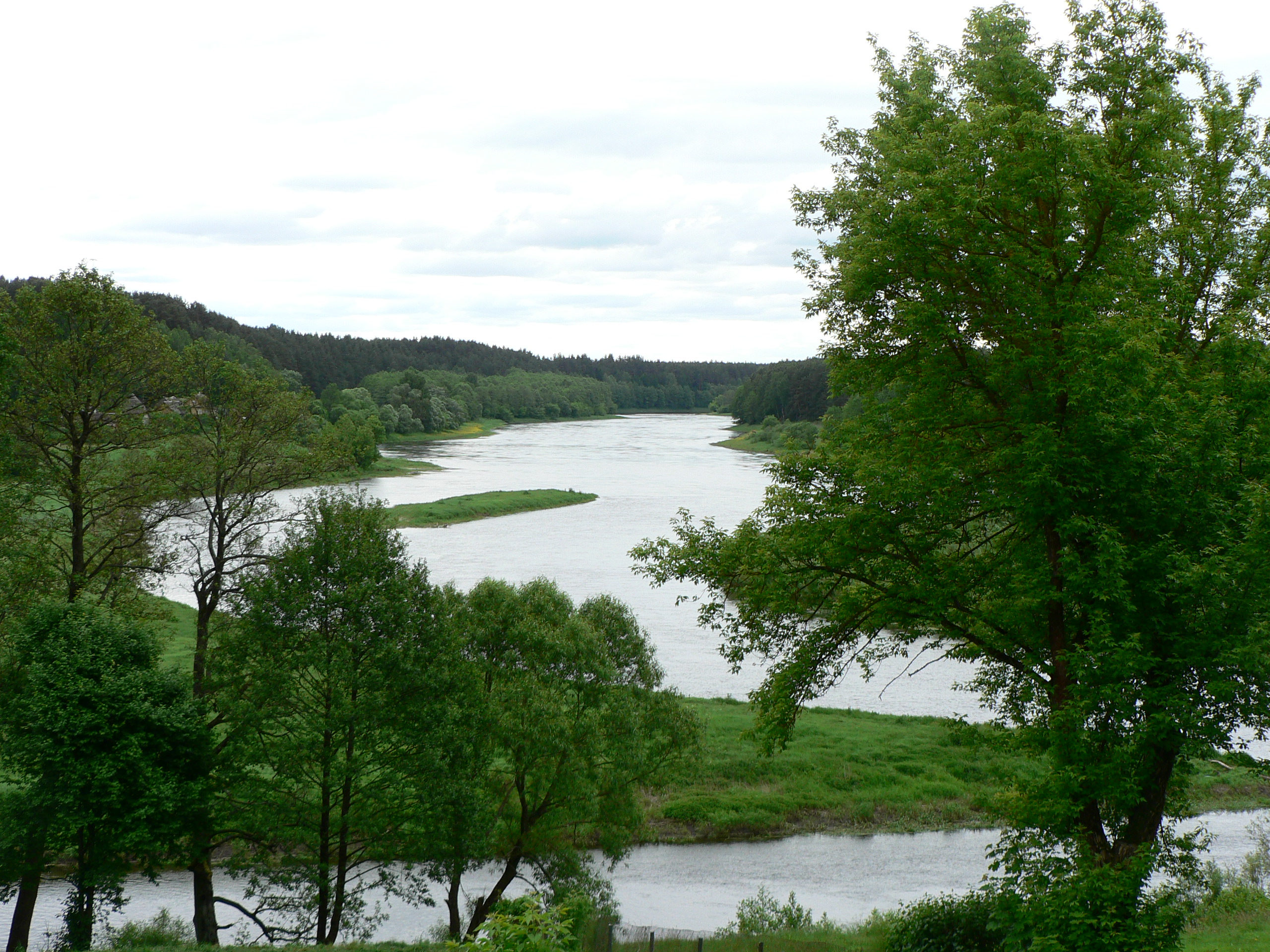
Mereczanka w Mereczu

Rzeki na Litwie są wolno płynące, meandrujące o szerokich dolinach. Istniejąca tu sieć rzek jest bardzo gęsta i dobrze rozwinięta, na 1 km² przypada 0,4 km rzeki. Zasilane są przede wszystkim wodami ze stopionych śniegów, co jest przyczyną gwałtownego wzbierania stanów wód na wiosnę i występowaniem licznych powodzi. Największe rzeki to: Niemen – o długości całkowitej 937 km, natomiast w granicach Litwy 469 km, którego dorzecze zajmuje prawie 70% powierzchni terytorium Litwy – wraz z dopływami: Wilią, Niewiażą, Dubissą oraz górny bieg Windawy. Najdłuższą rzeką płynącą w całości na terytorium Litwy jest rzeka Święta, o długości 246 km.

## Rzeki według długości
Poniższa tabela przedstawia rzeki, przepływające przez terytorium Litwy, których długość wynosi ponad 100 km.
| #  | Nazwa                | Długość (km) | Długość (km) | Uchodzi do      | Główne miasta                              |
| #  | Nazwa                | Całkowita    | Na Litwie    | Uchodzi do      | Główne miasta                              |
| -- | -------------------- | ------------ | ------------ | --------------- | ------------------------------------------ |
| 1  | Niemen (Nemunas)     | 937          | 475          | Zalew Kuroński  | Grodno, Druskieniki, Olita, Kowno, Sowieck |
| 2  | Wilia (Neris)        | 510          | 235          | Niemen          | Wilno, Kiernów, Janów nad Wilią, Kowno     |
| 3  | Windawa (Venta)      | 346          | 161          | Morze Bałtyckie | Wenta, Goldynga, Windawa                   |
| 4  | Szeszupa (Šešupė)    | 298          | 209          | Niemen          | Mariampol, Władysławów, Krasnoznamiensk    |
| 5  | Święta (Šventoji)    | 246          | 246          | Wilia           | Onikszty, Kowarsk, Wiłkomierz              |
| 6  | Niewiaża (Nevėžis)   | 209          | 209          | Niemen          | Poniewież, Kiejdany                        |
| 7  | Mereczanka (Merkys)  | 203          | 190          | Niemen          | Biała Waka, Merecz                         |
| 8  | Minia (Minija)       | 202          | 202          | Niemen          | Sałanty, Gorżdy, Prekule                   |
| 9  | Niemenek (Nemunėlis) | 199          | 160          | Lelupa          | Bauska, Viesīte                            |
| 10 | Dzisna (Dysna)       | 173          | 58           | Dźwina          | Witebsk, Połock, Ryga, Dyneburg            |
| 11 | Jura (Jūra)          | 172          | 172          | Niemen          | Retów, Taurogi                             |
| 12 | Musza (Mūša)         | 157          | 140          | Lelupa          | Bauska                                     |
| 13 | Lėvuo (Lėvuo)        | 145          | 145          | Musza           | Kupiszki                                   |
| 14 | Szuszwa (Šušvė)      | 135          | 135          | Niewiaża        |                                            |
| 15 | Dubissa (Dubysa)     | 131          | 131          | Niemen          | Szawle, Ejragoła                           |
| 16 | Szyrwinta (Širvinta) | 129          | 129          | Święta          | Szyrwinty                                  |
| 17 | Szweta (Švėtė)       | 118          | 50           | Lelupa          | Jełgawa, Żagory                            |
| 18 | Szeszuwa (Šešuvis)   | 115          | 115          | Jura            |                                            |
| 19 | Kotra (Katra)        | 109          | 24           | Niemen          |                                            |
| 20 | Mitwa (Mituva)       | 102          | 102          | Niemen          | Jurbork                                    |
| 21 | Bartawa (Bartuva)    | 101          | 55           | Morze Bałtyckie | Szkudy                                     |

Długość rzeki Żejmiany jest sporna, wynosi ona, w zależności od źródeł 82 lub 114 km.
Do długości w granicach Litwy zaliczają się również odcinki rzek granicznych.

## Rzeki według przepływu
| Rzeka      | Przepływ, m³/s |
| Niemen     | 665            |
| Wilia      | 189            |
| Święta     | 55             |
| Windawa    | 350            |
| Jura       | 42             |
| Minia      | 39             |
| Niewiaża   | 33             |
| Szeszupa   | 33             |
| Mereczanka | 32             |
| Żejmiana   | 27             |
| Musza      | 62             |
| Niemenek   | 24             |
| Szeszuwa   | 16             |
| Dubissa    | 13             |
| Lėvuo      | 8              |
| Szyrwinta  | 7,5            |
| Szuszwa    | 6              |

## Zlewnie
Około 70% terytorium Litwy, czyli ok. 49 600 km² należy do zlewni Niemna. Zlewnie pozostałych rzek są znacznie mniejsze i obejmują głównie tereny przygraniczne. Zlewnia rzeki Lelupy, która jest druga pod względem wielkości na terenie kraju, obejmuje jedynie 8976 km² litewskiego terytorium, zlewnia Windawy 5140 km², Dźwiny 1857 km², zlewnie rzek pobrzeża Bałtyku 2'523 km², zaś zlewnia Pregoły zajmuje zaledwie 54 km² Litwy.